# San Jorge (Insel)
San Jorge ist die zweitgrößte Insel in der Isabel-Provinz, Salomonen. Die Insel hat eine Fläche von 184 km² und weniger als 1000 Einwohner.